# 第2次サンチェス内閣
第2次サンチェス内閣（だい2じサンチェスないかく、スペイン語: Segundo Gobierno Sánchez）は、2020年1月13日に発足したスペインの内閣。スペイン社会労働党（PSOE）とウニドス・ポデモスによる連立政権で、同国では1978年の民主化以来初の連立政権となった。2023年11月21日に後継の第3次サンチェス内閣が発足するまで、1,408日間存続した。

## 閣僚
| 役職                                 | 氏名 | 氏名                                 | 在任期間                        | 所属政党 | 所属政党                   |
| ------------------------------------ | ---- | ------------------------------------ | ------------------------------- | -------- | -------------------------- |
| 首相                                 |      | ペドロ・サンチェス                   | 2020年1月8日 –                  |          | PSOE                       |
| 第1副首相                            |      | カルメン・カルボ                     | 2020年1月13日 – 2021年7月12日   |          | PSOE                       |
| 第1副首相                            |      | ナディア・カルビニョ                 | 2021年7月12日 – 2023年11月21日  |          | 無所属                     |
| 第2副首相                            |      | パブロ・イグレシアス                 | 2020年1月13日 – 2021年3月31日   |          | ポデモス                   |
| 第2副首相                            |      | ナディア・カルビニョ                 | 2021年3月31日 – 2021年7月12日   |          | 無所属                     |
| 第2副首相                            |      | ヨランダ・ディアス                   | 2021年7月12日 – 2023年11月21日  |          | PCE                        |
| 第3副首相                            |      | ナディア・カルビニョ                 | 2020年1月13日 – 2021年3月31日   |          | 無所属                     |
| 第3副首相                            |      | ヨランダ・ディアス                   | 2021年3月31日 – 2021年7月12日   |          | PCE                        |
| 第3副首相                            |      | テレサ・リベラ                       | 2021年7月12日 – 2023年11月21日  |          | PSOE                       |
| 第4副首相                            |      | テレサ・リベラ                       | 2020年1月13日 – 2021年7月12日   |          | PSOE                       |
| 外務・欧州・協力大臣                 |      | アランチャ・ゴンサレス・ラヤ         | 2020年1月13日 – 2021年7月12日   |          | 無所属                     |
| 外務・欧州・協力大臣                 |      | ホセ・マヌエル・アルバレス           | 2021年7月12日 – 2023年11月21日  |          | PSOE                       |
| 法務大臣                             |      | ホアン・カルロス・カンポー           | 2020年1月13日 – 2021年7月12日   |          | PSOE                       |
| 法務大臣                             |      | ピラール・リョップ                   | 2021年7月12日 – 2023年11月21日  |          | PSOE                       |
| 国防大臣                             |      | マルガリータ・ロブレス               | 2020年1月13日 – 2023年11月21日  |          | 無所属                     |
| 財務大臣                             |      | マリア・ヘスス・モンテロ             | 2020年1月13日 – 2023年11月21日  |          | PSOE                       |
| 内務大臣                             |      | フェルナンド・グランデ＝マルラスカ   | 2020年1月13日 – 2023年11月21日  |          | 無所属                     |
| 運輸・モビリティ・都市問題大臣       |      | ホセ・ルイス・アバロス・メコ         | 2020年1月13日 – 2021年7月12日   |          | PSOE                       |
| 運輸・モビリティ・都市問題大臣       |      | ラケル・サンチェス・ヒメネス         | 2021年7月12日 – 2023年11月21日  |          | PSC                        |
| 教育・職業訓練大臣                   |      | イサベル・セラア                     | 2020年1月13日 – 2021年7月12日   |          | PSOE                       |
| 教育・職業訓練大臣                   |      | ピラール・アレグリア                 | 2021年7月12日 – 2023年11月21日  |          | PSOE                       |
| 労働・社会経済大臣                   |      | ヨランダ・ディアス                   | 2021年7月12日 – 2023年11月21日  |          | PCE                        |
| 産業・通商・観光大臣                 |      | レジェス・マロト                     | 2020年1月13日 – 2023年3月28日   |          | PSOE                       |
| 産業・通商・観光大臣                 |      | エクトル・ゴメス・エルナンデス       | 2023年3月28日 – 2023年11月21日  |          | PSOE                       |
| 農業・漁業・食料大臣                 |      | ルイス・プラナス                     | 2020年1月13日 – 2023年11月21日  |          | PSOE                       |
| 首相府・国会関係・民主的記憶大臣     |      | カルメン・カルボ                     | 2020年1月13日 – 2021年7月12日   |          | PSOE                       |
| 首相府・国会関係・民主的記憶大臣     |      | フェリックス・ボラーニョス           | 2021年7月12日 – 2023年11月21日  |          | PSOE                       |
| 地域行政・公共大臣                   |      | カロリーナ・ダリアス                 | 2020年1月13日 – 2021年1月27日   |          | PSOE                       |
| 地域行政・公共大臣                   |      | ミケル・イセタ                       | 2021年1月27日 - 2021年7月12日   |          | PSC                        |
| 地域行政・公共大臣                   |      | イサベル・ロドリゲス                 | 2021年7月12日 – 2023年11月21日  |          | PSOE                       |
| 環境移行・人口問題大臣               |      | テレサ・リベラ                       | 2020年1月13日 – 2023年11月21日  |          | PSOE                       |
| 文化・スポーツ大臣                   |      | ホセ・マヌエル・ロドリゲス・ウリベス | 2020年1月13日 – 2021年7月12日   |          | PSOE                       |
| 文化・スポーツ大臣                   |      | ミケル・イセタ                       | 2021年7月12日 – 2023年11月21日  |          | PSC                        |
| 経済・デジタル変革大臣               |      | ナディア・カルビニョ                 | 2020年1月13日 – 2023年11月21日  |          | 無所属                     |
| 保健大臣                             |      | サルバドール・イジャ                 | 2020年1月13日 – 2021年1月27日   |          | PSC                        |
| 保健大臣                             |      | カロリーナ・ダリアス                 | 2021年1月27日 – 2023年3月28日   |          | PSOE                       |
| 保健大臣                             |      | ホセ・ミニョーネス                   | 2023年3月28日 – 2023年11月21日  |          | PSOE                       |
| 社会権・2030アジェンダ大臣           |      | パブロ・イグレシアス                 | 2020年1月13日 – 2021年3月31日   |          | ポデモス                   |
| 社会権・2030アジェンダ大臣           |      | ヨネ・ベララ                         | 2021年3月31日 – 2023年11月21日  |          | ポデモス                   |
| 科学・イノベーション大臣             |      | ペドロ・デュケ                       | 2020年1月13日 – 2021年7月12日   |          | 無所属                     |
| 科学・イノベーション大臣             |      | ディアナ・モラン                     | 2021年7月12日 – 2023年11月21日  |          | PSOE                       |
| 平等大臣                             |      | イレネ・モンテロ                     | 2020年1月13日 – 2023年11月21日  |          | ポデモス                   |
| 消費大臣                             |      | アルベルト・ガルソン                 | 2020年1月13日 – 2023年11月21日  |          | 統一左翼                   |
| インクルージョン・社会保障・移民大臣 |      | ホセ・ルイス・エスクリバ             | 2020年1月13日 – 2023年11月21日  |          | 無所属                     |
| 大学大臣                             |      | マニュエル・カステル                 | 2020年1月13日 – 2021年12月20日  |          | 無所属                     |
| 大学大臣                             |      | ホアン・スビラツ                     | 2021年12月20日 – 2023年11月21日 |          | カタルーニャ・アン・クムー |
| 政府スポークスパーソン               |      | マリア・ヘスス・モンテロ             | 2020年1月13日 – 2021年7月12日   |          | PSOE                       |
| 政府スポークスパーソン               |      | イサベル・ロドリゲス                 | 2021年7月12日 - 2023年11月21日  |          | PSOE                       |